# Annamanum chebanum
Annamanum chebanum là một loài bọ cánh cứng trong họ Cerambycidae.